# 名寄駐屯地
名寄駐屯地（なよろちゅうとんち、JGSDF Camp Nayoro）とは、北海道名寄市内淵84番地に所在し第3即応機動連隊などが駐屯している陸上自衛隊の駐屯地である。

## 概要
第1線級の戦闘部隊が配置された駐屯地としては日本最北端に位置し、冷戦時代は文字通り最前線であった。
名寄駐屯地司令は、第3即応機動連隊長が兼務。最寄の演習場は、名寄演習場であり駐屯地に隣接している（後述）。隷属する分屯地に稚内分屯地、礼文分屯地がある。
2004年（平成16年）から派遣された第1次イラク復興支援群は第3普通科連隊を基幹として連隊長・番匠幸一郎1佐（当時）が群長だった。

## 沿革
保安隊名寄駐屯地
- 1952年（昭和27年）12月20日：名寄駐屯地が新設[1]。第3連隊の先遣隊が名寄駐屯地に到着。
- 1953年（昭和28年）
  - 2月26日：第3連隊が高田駐屯地から移駐[2]。
  - 3月11日：第3連隊第1大隊、第2大隊が宇都宮駐屯地から名寄駐屯地に移駐。
  - 3月26日：第3連隊第3大隊が高田駐屯地から名寄駐屯地に移駐[3]。
  - 11月10日：第3連隊第3大隊が留萌駐屯地へ移駐[4]。
- 1954年（昭和29年）
  - 5月12日：第2偵察中隊が旭川駐屯地から移駐。
  - 5月15日：第62連隊第2大隊が秋田駐屯地から移駐[5]。

陸上自衛隊名寄駐屯地
- 1954年（昭和29年）
  - 7月1日：

  1. 陸上自衛隊設置に伴い名寄駐とん地が開設される[6]。
  2. 第62連隊第2大隊を第2特科連隊第2特科大隊に改称。

  - 9月25日：第2特車大隊が編成完結。
- 1955年（昭和30年）9月9日：第2特車大隊が上富良野駐屯地へ移駐。
- 1956年（昭和31年）10月25日：稚内分屯地が開設[5]。
- 1957年（昭和32年）12月15日：第301地区施設隊が旭川駐屯地から移駐[5]。
- 1962年（昭和37年）1月18日：第2管区隊の第2師団への改編。

1. 第2特科連隊第2大隊を母体に第4大隊を新編。
2. 第2偵察中隊を第2偵察隊に改称。

- 1968年（昭和43年）12月10日：礼文分屯地が開設[5]。
- 1971年（昭和46年）7月23日：第118特科大隊第4射撃中隊が静内分屯地から移駐。
- 1972年（昭和47年）3月24日：第4高射特科群が第1特科団第118特科大隊を改編して編成完結。
- 1982年（昭和57年）3月25日：第2特科連隊第2、第4特科大隊に75式自走155mmりゅう弾砲が配備。
- 1988年（昭和63年）3月25日：第301地区施設隊を第341施設中隊に改編。
- 1995年（平成7年）3月28日：第2特科連隊の改編。

1. 第2特科大隊が本部管理中隊を併せて4個射撃中隊編成になる。
2. 第4特科大隊が旭川駐屯地へ移駐。

- 2000年（平成12年）
  - 3月27日：第4高射特科群第105高射直接支援隊を廃止。
  - 3月28日：北部方面後方支援隊第101高射直接支援大隊第2直接支援中隊（第4高射特科群を支援）を新編。
- 2004年（平成16年）3月23日：第341施設中隊を廃止。
- 2008年（平成20年）3月26日：第2後方支援連隊の改編（第2整備大隊部隊の新編）。

1. 第1普通科支援中隊（第3普通科連隊を支援）を新編。
2. 特科直接支援中隊第2直接支援小隊（第2特科連隊第2大隊を支援）を新編。
3. 偵察直接支援小隊（第2偵察隊を支援）を新編。

- 2009年（平成21年）3月26日：第2特科連隊第2特科大隊の改編。

1. 第4射撃中隊、第5射撃中隊および第6射撃中隊を廃止し、第3射撃中隊および第4射撃中隊を再編し編成完結。
2. 99式自走155mmりゅう弾砲を配備。

- 2011年（平成23年）3月末：自動車教習所が廃止。
- 2021年（令和3年）10月：第3即応機動連隊準備隊が臨時編成、同部隊に16式機動戦闘車が配備。入魂式が行われた[7]。
- 2022年（令和4年）
  - 3月16日：

  1. 第3普通科連隊を廃止。
  2. 第2後方支援連隊第2整備大隊第1普通科支援中隊を廃止。

  - 3月17日：第2師団の即応機動師団化

  1. 第3即応機動連隊を新編。
  2. 第2後方支援連隊第2整備大隊即応機動直接支援中隊（第3即応機動連隊を支援）を新編。

- 2023年（令和5年）3月16日：第3即応機動連隊第4普通科中隊が新編。

## 駐屯部隊

### 北部方面隊隷下部隊
- 第2師団
  - 第3即応機動連隊
  - 第2特科連隊
    - 第2特科大隊

  - 第2偵察隊
  - 第2後方支援連隊
    - 第2整備大隊
      - 即応機動直接支援中隊：第3即応機動連隊を支援
      - 特科直接支援中隊
        - 第2直接支援小隊：第2特科連隊第2特科大隊を支援
        - 偵察直接支援小隊：第2偵察隊を支援
- 第1高射特科団
  - 第4高射特科群
- 北部方面後方支援隊
  - 第101高射直接支援大隊
    - 第2直接支援中隊：第4高射特科群を支援
- 北部方面システム通信群
  - 第101基地システム通信大隊
    - 第301基地通信中隊
      - 名寄派遣隊
- 北部方面会計隊
  - 第342会計隊
- 名寄駐屯地業務隊

### 防衛大臣直轄部隊
- 警務隊
  - 北部方面警務隊
    - 第119地区警務隊
      - 名寄派遣隊

## 過去の駐屯部隊
- 1955年（昭和30年）9月9日移駐
  - 第2特車大隊：1954年（昭和29年）9月25日からまでの間。上富良野駐屯地へ移駐。
- 1972年（昭和47年）3月24日廃止
  - 第118特科大隊「118特-本」：第4高射特科群に改編。
- 1988年（昭和63年）3月24日廃止
  - 第301地区施設隊「301地施」：1957年（昭和32年）12月15日（旭川駐屯地から移駐）からまでの間。第341施設中隊に改編。
- 1995年（平成7年）3月28日移駐
  - 第2特科連隊第第4特科大隊「2特-4-本」：1962年（昭和37年）1月18日からまでの間。旭川駐屯地へ移駐。
- 2000年（平成12年）3月27日廃止
  - 第4高射特科群第105高射直接支援隊「105高直支」：第101高射直接支援大隊第2直接支援中隊に改編。
- 2004年（平成16年）3月23日廃止
  - 第341施設中隊：1988年（昭和63年）3月25日（新編）から2004年（平成16年）3月23日廃止までの間。

- 2011年（平成23年）3月末廃止
  - 自動車教習所：
- 2022年（令和4年）3月16日廃止
  - 第3普通科連隊「3普-本」：第3即応機動連隊に改編。
  - 第2後方支援連隊第2整備大隊第1普通科支援中隊「2後支-2整-1」：第3普通科連隊を支援

## 広報施設
- 北勝館

1966年（昭和41年）に開館され、第8代名寄駐屯地司令の柏木1等陸佐が「北で戦って勝とう」という意味を込めて「北勝館」と命名された。

## 名寄演習場
名寄駐屯地に隣接しており、主に普通科職種の小規模演習や各種訓練に使用される。演習場入口付近には自動車教習所が設けられており、大型自動車免許などが取得可能であったが、整理縮小のため2011年（平成23年）3月末をもって教習所は廃止された。廃止後は大型・大型特殊・牽引は旭川駐屯地に、自動2輪は真駒内・東千歳などの各自動車教習所に移管されている。

## 最寄の幹線交通
- 高速道路：道央自動車道 士別剣淵IC
- 一般国道自動車専用道路：名寄美深道路 名寄IC
- 一般道：国道40号、国道239号、国道275号、北海道道256号豊富遠別線、北海道道688号名寄遠別線、北海道道798号西風連名寄線
- 鉄道：JR北海道宗谷本線 名寄駅